# Carex neochevalieri
Carex neochevalieri là một loài thực vật có hoa trong họ Cói. Loài này được Kük. ex A.Chev. mô tả khoa học đầu tiên năm 1931.